# Sergi Mora
Sergi Mora (Manresa, 5 luglio 1982) è un pallanuotista spagnolo, vicecampione del mondo con la propria nazionale a Roma 2009.
Cresce nel club della sua città natale nella provincia di Barcellona, il CN Manresa, prima di firmare il suo primo contratto da professionista con il CN Catalunya. Nel 2001 avviene il passaggio al CN Terrassa, squadra in cui trascorre la maggior parte della sua carriera, per ben quattordici anni. Mora arriva anche a conquistare il titolo di capocannoniere del campionato spagnolo in occasione della sua ultima stagione con la calottina giallorossa, nel 2014-15, stagione che vede il Terrassa vincere la stagione regolare con due poco pronosticate vittorie sul più quotato Barceloneta, salvo poi venire sconfitto nei quarti di finale dei playoff contro l'ottava classificata Mataró.
Nel maggio 2015, all'età di 33 anni, viene ufficializzato il passaggio del giocatore al Debrecen, nel prestigioso e forte campionato ungherese.
In carriera, oltre all'argento mondiale nel 2009, vanta un bronzo europeo, un argento in Coppa del Mondo e un argento in World League, oltre a due ori ai Giochi del Mediterraneo.

## Palmarès

### Nazionale
- Mondiali

Roma 2009: 
- Europei

Belgrado 2006: 
- Coppa del Mondo

Budapest 2006: 
- World League

Atene 2006: 